# Distretto di Catacaos
Il distretto di Catacaos è uno dei nove distretti della provincia di Piura, in Perù. Si trova nella regione di Piura e si estende su una superficie di 2.565,78 chilometri quadrati.

Ha per capitale la città di Catacaos e contava 64.822 abitanti nel censimento 2005.